# ساهونبو
ساهونبو (بالهانغل: 사헌부، وبالهانجا: 司憲府، ويعني: مكتب المفتش العام) هو واحد من مكاتب جوسون الثلاثة. المكتب هو المسؤول عن مراقبة المسؤولين واكتشاف الفساد الحكومي ومراقبة الأخلاقيات العامة.